# A. Durpoix
A. Durpoix est une femme pêcheur française, licenciée à la Fédération française de pêche sportive au coup.

## Palmarès
- Triple championne de France de pêche sportive au coup en eau douce individuelle, en 1963 (2e édition), 1964, et 1970 (aux Andelys);
- Quadruple vice-championne de France de pêche sportive au coup en eau douce individuelle, en 1967 (au Mans), 1968 (à Pontoise), 1969 (à Compiègne), et 1978  (à Nantes).

(remarque: son époux a terminé  vice-champion de France de 2e division de pêche sportive au coup en eau douce individuel, en 1965 (à Montargis), et  troisième du championnat de France de pêche sportive au coup en eau douce individuel, en 1968 (à Auxonne))